# Lawrencezomus
Genre
Lawrencezomus est un genre de schizomides de la famille des Hubbardiidae.

## Distribution
Les espèces de ce genre se rencontrent au Cameroun et au Liberia.

## Liste des espèces
Selon Armas en 2014 :
- Lawrencezomus atlanticus Armas, 2014
- Lawrencezomus bong Armas, 2014

## Étymologie
Ce genre est nommé en l'honneur de Reginald Frederick Lawrence.

## Publication originale
- Armas, 2014 : Two new genera of African whip scorpions (Schizomida: Hubbardiidae). Arthropoda Selecta, vol. 23, no 2, p. 97–105 (texte intégral).